# Рожкі-Кольонія
Рожкі-Кольонія (пол. Rożki-Kolonia) — село в Польщі, у гміні Жулкевка Красноставського повіту Люблінського воєводства.
Населення — 298 осіб (2011).
У 1975-1998 роках село належало до Замойського воєводства.

## Демографія
Демографічна структура станом на 31 березня 2011 року:
|          | Загалом | Допрацездатний вік | Працездатний вік | Постпрацездатний вік |
| -------- | ------- | ------------------ | ---------------- | -------------------- |
| Чоловіки | 146     | 21                 | 101              | 24                   |
| Жінки    | 152     | 26                 | 79               | 47                   |
| Разом    | 298     | 47                 | 180              | 71                   |